# Minor White
Pour les articles homonymes, voir Minor White (homonymie) et White.
Minor White est un astronome américain.
Employé comme chercheur dans l'industrie aérospatiale, il fut responsable des systèmes de contrôle de propulsion du North American X-15.
Le Centre des planètes mineures le crédite de la découverte de trente-six astéroïdes, découvertes effectuées entre 1999 et 2002, toutes avec la collaboration de Michael Collins.
| (21684) Alinafiocca    | 4 septembre 1999  |
| (32096) Puckett        | 27 mai 2000       |
| (40457) Williamkuhn    | 4 septembre 1999  |
| (41450) Medkeff        | 1er juin 2000     |
| (51741) Davidixon      | 24 mai 2001       |
| (54362) Restitutum     | 27 mai 2000       |
| (54902) Close          | 23 juillet 2001   |
| (61190) Johnschutt     | 1er juillet 2000  |
| (62503) Tomcave        | 30 septembre 2000 |
| (66479) Healy          | 4 septembre 1999  |
| (68410) Nichols        | 16 août 2001      |
| (70207) Davidunlap     | 4 septembre 1999  |
| (81822) Jamesearly     | 27 mai 2000       |
| (82472) 2001 OJ22      | 19 juillet 2001   |
| (95677) 2002 GJ177     | 12 avril 2002     |
| (108382) Karencilevitz | 18 mai 2001       |
| (109263) 2001 QO108    | 24 août 2001      |
| (112218) 2002 JF148    | 2 mai 2002        |
| (127195) 2002 GK177    | 12 avril 2002     |
| (132443) 2002 GQ177    | 5 avril 2002      |
| (132444) 2002 GW177    | 14 avril 2002     |
| (139469) 2001 OF91     | 19 juillet 2001   |
| (169092) 2001 KN21     | 22 mai 2001       |
| (172250) 2002 RR232    | 11 septembre 2002 |
| (182951) 2002 GU177    | 5 avril 2002      |
| (195504) 2002 GM177    | 12 avril 2002     |
| (210827) 2001 OL22     | 19 juillet 2001   |
| (217140) 2002 GL177    | 3 avril 2002      |
| (232296) 2002 RU232    | 11 septembre 2002 |
| (234856) 2002 RQ232    | 11 septembre 2002 |
| (234857) 2002 RR235    | 11 septembre 2002 |
| (258747) 2002 GN177    | 5 avril 2002      |
| (258748) 2002 GR177    | 5 avril 2002      |
| (258953) 2002 RV235    | 11 septembre 2002 |
| (287157) 2002 RD235    | 11 septembre 2002 |
| (310768) 2002 RC235    | 11 septembre 2002 |